# Bataille du Pont-Barré
Guerre de Vendée
Batailles
La bataille du Pont-Barré se déroule du 17 au 19 septembre 1793 lors de la première guerre de Vendée. Elle se termine par la victoire des Vendéens qui repoussent une offensive des républicains lancée depuis Angers.

## Prélude
Le 1er août 1793, la Convention nationale adopte le décret relatif aux mesures à prendre contre les rebelles de Vendée, qui ordonne notamment le déploiement en Vendée de l'Armée de Mayence.
Le 2 septembre 1793, les généraux et les représentants en mission de l'Armée des côtes de Brest et de l'Armée des côtes de La Rochelle se rassemblent à Saumur pour tenir le conseil de guerre,. Le plan de campagne est établi le 3 septembre et prévoit une offensive générale visant à prendre en tenaille les Vendéens :  l'Armée des côtes de Brest, commandée par le général Canclaux et l'Armée de Mayence, commandée par le général Aubert-Dubayet, doivent attaquer depuis Nantes, au nord-ouest de la Vendée militaire, tandis que l'Armée des côtes de La Rochelle, commandée par le général Rossignol, doit s'avancer à l'est et au sud du territoire insurgé,,. Le plan prévoit la jonction de ces forces à Cholet et Mortagne-sur-Sèvre après une dizaine de jours de campagne,,. 
Le 5 septembre 1793, 12 000 hommes de l'Armée de Mayence arrivent à Nantes. Le 8 septembre, l'avant-garde mayençaise sort de la ville et entre en territoire insurgé. 
En Maine-et-Loire, deux divisions de l'Armée des côtes de La Rochelle doivent se mettre en mouvement : celle de Saumur, commandée par le général Santerre, et celle d'Angers, commandée par le général Charles Duhoux d'Hauterive. La première doit marcher sur Vihiers et la seconde sur le Pont-Barré.

## Forces en présence
Le 7 septembre, Choudieu et Richard, les représentants en mission auprès de l'Armée des côtes de La Rochelle, ordonnent une levée en masse des citoyens en état de porter les armes dans les districts d'Angers, Saumur, Baugé, Segré, Châteauneuf, Château-Gontier, La Flèche, Sablé, Bourgueil et Chinon, situés dans le nord du département de Maine-et-Loire, le sud du département de la Mayenne, le sud-ouest du département de la Sarthe et l'ouest du département d'Indre-et-Loire. Ils fixent le début du rassemblement au 12 septembre, à l'appel du tocsin, des citoyens de ces districts et « sous peine d'être emprisonnés comme suspects, de se rendre le lendemain 13, tant à Saumur qu'à Angers, pour s'y réunir à l'armée de la République. Ils s'armeront de fusils, de piques, de fourches, de brocs, de faux à revers, etc. et chacun sera tenu de porter avec lui du pain pour quatre jours ». Les officiers municipaux sont chargés d'assurer la subsistance pour six autres jours. Pour se distinguer des insurgés, les paysans mobilisés arborent de petites bandoulières avec des rubans tricolores. Ces levées viennent renforcer les troupes de Duhoux et Santerre. Le premier dispose alors de 15 000 hommes sous ses ordres, dont 6 000 hommes de troupes de ligne — constitués principalement par les bataillons de volontaires de Jemmapes et des bataillons d'Angers, dont le bataillon des Pères de famille — et 9 000 hommes des réquisitions. 
Du côté des Vendéens, le gros de l'Armée catholique et royale est alors engagé contre l'Armée des côtes de Brest et l'Armée de Mayence. Pour défendre le Pont-Barré, les insurgés n'ont que 3 000 hommes de la division de Chemillé, commandés par le chevalier Jean-Lambert-Louis Duhoux d'Hauterive — frère de Pierre Duhoux d'Hauterive et beau-frère du généralissime Maurice d'Elbée —, le chevalier Henri du Verdier de La Sorinière et Sébastien Cady,. Plusieurs auteurs du XIXe siècle présentent le chevalier Duhoux comme le neveu du général républicain, mais en 2014 l'historien Pierre Gréau conclut qu'il n'existe aucun lien de parenté avéré entre les deux hommes.

## Déroulement

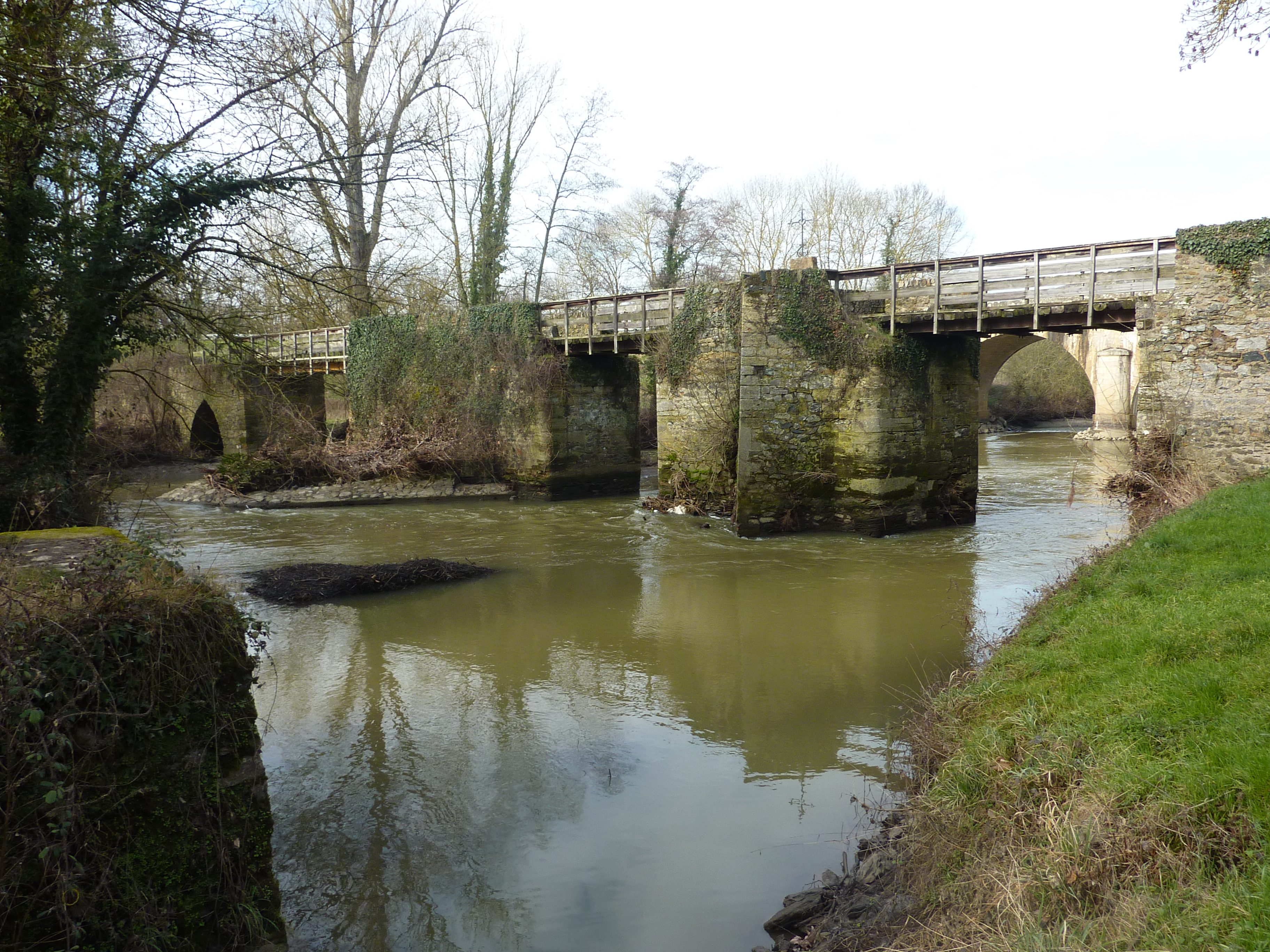
Vue du vieux Pont-Barré en 2010.

Le 16 septembre, les forces de Duhoux et de Santerre se mettent en marche. La colonne de Duhoux sort des Ponts-de-Cé, au sud d'Angers, et entre dans le territoire insurgé. Cependant, les buttes d'Erigné et la petite rivière d'Aubance n'offrant pas de défenses naturelles solides, elle ne rencontre aucune opposition jusqu'au Layon, un affluent de la Loire. Le soir, les républicains campent sur les hauteurs de Beaulieu-sur-Layon, au nord de la rivière.
Le 17 septembre, Duhoux lance l'attaque. Les républicains et les Vendéens sont alors séparés par le Layon, qui peut être franchi par trois ponts : le pont de Bézigon à l'ouest, le Pont-Barré au centre et le pont des Planches à l'est, sous Beaulieu-sur-Layon. Les Vendéens résistent plusieurs heures, mais trop inférieurs en nombre, ils abandonnent les trois ponts le soir du premier jour. Les républicains se rendent alors maîtres de Saint-Lambert-du-Lattay, abandonné par ses habitants. 
Le 18 septembre, les républicains poussent jusqu'à Chemillé et La Jumellière, massacrant en chemin 80 civils, hommes et femmes. Renée Bordereau, cavalière dans l'armée vendéenne, affirme dans ses mémoires avoir vu lors de cette bataille un enfant de six mois embroché avec deux poulets sur la baïonnette d'un soldat,. Seul Cady tente alors de s'opposer à l'avance des patriotes, avec à peine une centaine de combattants. Mais le même jour, à une vingtaine de kilomètres au sud du Pont-Barré, les troupes de Santerre sont totalement mises en déroute à Coron par les forces de Piron de La Varenne lors de la bataille de Coron. Piron ne s'attarde pas après sa victoire et envoie aussitôt de la cavalerie et plusieurs milliers de fantassins sur Chemillé. Dès le soir du 18 septembre, Duhoux, La Sorinière et Cady sont en mesure de lancer une contre-attaque. Les républicains battent alors en retraite dans la précipitation et repassent le Layon. Le désordre est tel que plusieurs se noient. La nuit tombe ensuite, mais les insurgés continuent de mener des attaques de harcèlement. Malgré sa situation délicate, le général républicain Duhoux n'ordonne pas la retraite, n'ayant été informé ni par Rossignol, ni par Santerre, de la déroute de Coron.
Le matin du 19 septembre, les deux armées se font à nouveau face de part et d'autre du Layon. Les Vendéens sont désormais 9 000. Vers 11 heures du matin, la bataille s'engage par une canonnade. Les pièces vendéennes sont déployées à La Bodière, tandis que celle des républicains sont positionnées sur les pentes du Moulin-Brûlé. Les tirs ont cependant peu d'effets. Les Vendéens envoient ensuite sur leurs flancs quelques centaines d'hommes réparer les ponts de Bézigon et des Planches, qui ont été coupés par les républicains, mais qui ne sont pas défendus. Une fois les planches de bois replacées, 300 hommes commandés par Joseph Bernier à gauche et 100 autres menés par Pauvert à droite franchissent la rivière, puis s'en prennent aux républicains sur leurs ailes. Désorganisés par ces attaques, les flancs droit et gauche des républicains reculent et refluent vers le sommet du coteau. Au centre, les bataillons de Jemmapes et d'Angers opposent une forte résistance au Pont-Barré, mais ils finissent également par reculer. Les canons sont emportés d'assaut par les Vendéens, qui les retournent ensuite contre leurs adversaires.
Les républicains tentent alors de poursuivre le combat sur le sommet du coteau, lorsqu'une nouvelle troupe d'insurgés, forte de 500 hommes et commandée par le chevalier Duhoux, apparaît au nord-ouest, sur la route de Rochefort-sur-Loire, après avoir traversé le Layon à la Chaume. Assaillis sur plusieurs côtés, les républicains cèdent alors totalement à la panique et sont mis en déroute. Les Vendéens se lancent à leur poursuite, massacrant plusieurs fuyards jusqu'aux Ponts-de-Cé. Renée Bordereau affirmera dans ses mémoires avoir tué à elle seule 21 soldats républicains lors de ce combat,. D'après l'officier royaliste, Bertrand Poirier de Beauvais, les madriers sont retirés trop tôt aux Ponts-de-Cé et la retraite d'une partie des fuyards se retrouve ainsi bloquée. D'autres fuyards se réfugient à Rochefort-sur-Loire ou se cachent dans la forêt de Beaulieu. Les Vendéens ne poussent cependant pas davantage sur Angers et Saumur et se retirent sur leur territoire.

## Pertes
Les pertes républicaines sont particulièrement lourdes : au 21 septembre, l'armée de Duhoux ne compte plus que 5 500 hommes, contre 15 000 avant la bataille. La majeure partie des paysans levés en masse désertent l'armée et regagnent leurs foyers. 1 362 morts sont recensés par le commissaire Pineau du Breuil et enterrés aux Fosses-Cadeau, en forêt de Beaulieu,. Les Vendéens font environ 1 000 prisonniers et s'emparent de toute l'artillerie républicaine — 8 canons et 25 couleuvrines — de tous les caissons, de nombreux fusils et de 30 charretées de pain. Le général Duhoux présente alors sa démission, qui est acceptée,.
Le général Turreau écrit dans ses mémoires que « le général Duhoux fut battu complètement, perdit toute son artillerie, ses bagages et beaucoup plus de monde que le citoyen Santerre; il avait, comme lui, une forte levée en masse, qui laissa à l'ennemi ses piques et ses sabots »,.
Le 20 septembre, le Bulletin de la Vendée écrit que « personne ne peut évaluer le nombre des ennemis patriotes qui ont péri » et fait état de 1 000 prisonniers. Dans ses mémoires, la cavalière Renée Bordereau estime les pertes républicaines à plus de 2 000 tués et indique que : « la terre était couverte de leurs morts à plus de deux lieues de long et une demi-lieue de large ». L'officier vendéen Bertrand Poirier de Beauvais rapporte dans ses mémoires : « Cette défaite de Saint-Lambert est une des plus sanglantes qu'ait éprouvées la République dans la Vendée. De tous ceux que j'ai vus qui avaient assisté à cette action, il n'en est pas un qui ne m'ait dit que ce fut un carnage horrible ; les morts se touchaient sur le champ de bataille, parfois étaient les uns sur les autres... Plus de quinze jours après, malgré des pluies, la terre n'était encore, en bien des endroits, qu'une nappe de sang... ».

## Conséquences
Le 19 septembre voit également l'Armée de Mayence subir une défaite à la bataille de Torfou. L'offensive planifiée le 3 septembre à Saumur est alors complètement repoussée.